# Liste der Grade-I-Bauwerke in Oxfordshire
| Lage von Oxfordshire in England                                                       |
| Gliederung von Oxfordshire                                                            |
| 1. Oxford 2. Cherwell 3. South Oxfordshire 4. Vale of White Horse 5. West Oxfordshire |

Die Liste der Grade-I-Bauwerke in Oxfordshire verzeichnet die als Grade-I-Listed Buildings eingestuften Bauwerke, die in der Grafschaft Oxfordshire liegen.
Von den rund 373.000 Listed Buildings in England sind etwa 9000, also rund 2,4 %, als Grade I eingestuft. Davon befinden sich etwa 382 in Oxfordshire.

## Cherwell
1. Broughton Castle and attached walls, Broughton, Cherwell, OX15
2. Broughton Castle, Gatehouse, Bridge and Curtain Wall, Broughton, Cherwell, OX15
3. Broughton Castle, Stable Block, Broughton, Cherwell, OX15
4. Chapel at Water Eaton Manor House, Gosford and Water Eaton, Cherwell, OX2
5. Church of Saint Giles, Wigginton, Cherwell, OX15
6. Church of St Bartholomew, Yarnton, Cherwell, OX5
7. Church of St Edburg, Bicester, Cherwell, OX26
8. Church of St Ethelreda, Horley, Cherwell, OX15
9. Church of St James, Somerton, Cherwell, OX25
10. Church of St John the Baptist, Hornton, Cherwell, OX15
11. Church of St Mary, Adderbury, Cherwell, OX17
12. Church of St Mary, Bloxham, Cherwell, OX15
13. Church of St Mary, Kidlington, Cherwell, OX5
14. Church of St Mary, Launton, Cherwell, OX25
15. Church of St Mary, Banbury, Cherwell, OX16
16. Church of St Mary and St Edburga, Stratton Audley, Cherwell, OX27
17. Church of St Mary Magdalene, Wardington, Cherwell, OX17
18. Church of St Mary the Virgin, Broughton, Cherwell, OX15
19. Church of St Mary the Virgin, Charlton-on-Otmoor, Cherwell, OX5
20. Church of St Mary the Virgin, Cropredy, Cherwell, OX17
21. Church of St Michael, Barford St. John and St. Michael, Cherwell, OX15
22. Church of St Michael, Shenington with Alkerton, Cherwell, OX15
23. Church of St Nicholas, Islip, Cherwell, OX5
24. Church of St Nicholas, Tadmarton, Cherwell, OX15
25. Church of St Peter, Hanwell, Cherwell, OX17
26. Church of St Peter, Hook Norton, Cherwell, OX15
27. Church of St Peter, Bucknell, Cherwell, OX27
28. Church of St Peter Ad Vincula, South Newington, Cherwell, OX15
29. Church of St Peter and St Paul, Swalcliffe, Cherwell, OX15
30. Church of St Swithin, Merton, Cherwell, OX25
31. Churchyard Cross Approximately 12 Metres North of Church of St James, Somerton, Cherwell, OX25
32. Kirtlington Park, Kirtlington, Cherwell, OX5
33. Manor House, Swalcliffe, Cherwell, OX15
34. Middleton Park, Middleton Stoney, Cherwell, OX25
35. Old Manor Farmhouse, Cottisford, Cherwell, NN13
36. The Leadenporch House, Deddington, Cherwell, OX15
37. Tithe Barn, Swalcliffe, Cherwell, OX15
38. Tithe Barn Approximately 30 Metres South of Manor Farmhouse, Upper Heyford, Cherwell, OX25
39. Wroxton College and Attached Walls and Steps, Wroxton, Cherwell, OX15

## Oxford
1. 126, High Street, Oxford, OX1
2. All Souls College, East and West Ranges of the North Quadrangle, Oxford, OX1
3. All Souls College, Front (Or South) Quadrangle, Including the Chapel and the South East Range on the High Street, Oxford, OX1
4. All Souls College, Hall, Kitchen, Buttery and Passage Between Hall and Kitchen, Oxford, OX1
5. All Souls College, the Codrington Library, Oxford, OX1
6. Balliol College, Library, Front Quadrangle, Oxford, OX1
7. Balliol College, Old Hall (New Library) and Masters Lodging, Front Quadrangle, Oxford, OX1
8. Bastion 11, Oxford, OX1
9. Bastion 12 in New College, Oxford, OX1
10. Bastion 13, Oxford, OX1
11. Bastion 14, on North East Angle of Wall, Oxford, OX1
12. Bastion 15, Oxford, OX1
13. Bastion 16, Oxford, OX1
14. Bastion 20, Oxford, OX1
15. Bastion 21, Oxford, OX1
16. Bastion 4 bastion Number 4, Oxford, OX1
17. Bastion I, Oxford, OX1
18. Bodleian Library and Schools Quadrangle Including the Divinity School and the Convocation House, Oxford, OX1
19. Brasenose College, Chapel, Second Quadrangle, Oxford, OX1
20. Brasenose College, East Range, the Old Quadrangle, Oxford, OX1
21. Brasenose College, Kitchen Wing, Second Quadrangle, Oxford, OX1
22. Brasenose College, Library, Second Quadrangle, Oxford, OX1
23. Brasenose College, Little Cloister, Second Quadrangle, Oxford, OX1
24. Brasenose College, North Range, the Old Quadrangle, Oxford, OX1
25. Brasenose College, South Range, the Old Quadrangle, Oxford, OX1
26. Brasenose College, West Range, the Old Quadrangle, Oxford, OX1
27. Cathedral Church, Oxford, OX1
28. Chapel of St Bartholomew, Oxford, OX4
29. Christ Church, Canterbury Quadrangle, Oxford, OX1
30. Christchurch, Library, Oxford, OX1
31. Christchurch, Mercury Fountain, the Great Quadrangle, Oxford, OX1
32. Christchurch, Peckwater Quadrangle, Oxford, OX1
33. Christchurch, the Great Quadrangle the Tom Quadrangle, Oxford, OX1
34. Church of St Barnabas, Oxford, OX2
35. Church of St Cross, Oxford, OX1
36. Church of St Giles, Oxford, OX2
37. Church of St John the Evangelist, Oxford, OX4
38. Church of St Margaret, Oxford, OX2
39. Church of St Mary, Oxford, OX4
40. Church of St Mary Magdalen, Oxford, OX1
41. Church of St Mary the Virgin, Oxford, OX1
42. Church of St Michael, Oxford, OX1
43. Church of St Nicholas, Old Marston, Oxford, OX3
44. Church of St Philip and St James, Oxford, OX2
45. City Wall, Rear Boundary of Numbers 8 to 10 Turn Again Lane, Oxford, OX1
46. Corpus Christ# College, Chapel, Oxford, OX1
47. Corpus Christ# College, Cloister, Cloister Quadrangle, Oxford, OX1
48. Corpus Christ# College, Fellows Building, Cloister Quadrangle, Oxford, OX1
49. Corpus Christ# College, Front Quadrangle, North and West Range, and East Range Excluding the Hall, Oxford, OX1
50. Corpus Christ# College, Gentlemen Commoners Buildings, Oxford, OX1
51. Corpus Christ# College, Hall, Oxford, OX1
52. Corpus Christ# College, Library, Oxford, OX1
53. Corpus Christ# College, Sundial, Oxford, OX1
54. Entrance Screen and Steps Fronting Beaumont Street, Oxford, OX1
55. Exeter College, East Range, Main Quadrangle, Oxford, OX1
56. Exeter College, North East Range, Main Quadrangle, Oxford, OX1
57. Exeter College, South East Range, Main Quadrangle, Oxford, OX1
58. Exeter College, South Range, Main Quadrangle, Oxford, OX1
59. Exeter College, West Range, Main Quadrangle, Oxford, OX1
60. Jesus College, Chapel, North Range, Oxford, OX1
61. Jesus College, East Range, First Quadrangle, Oxford, OX1
62. Jesus College, East Range, Inner Quadrangle, Oxford, OX1
63. Jesus College, North Range, Inner Quadrangle, Oxford, OX1
64. Jesus College, Principals Lodging, North Range, Oxford, OX1
65. Jesus College, South Range, First Quadrangle, Oxford, OX1
66. Jesus College, South Range, Inner QuadrangleOxford, OX1
67. Jesus College, West Range, First Quadrangle, Oxford, OX1
68. Jesus College, West Range, Inner Quadrangle, Oxford, OX1
69. Keble College, North Quadrangle keble College, the Front, Oxford, OX1
70. Keble College, South Quadrangle keble College, the Pusey, Oxford, OX1
71. Lincoln College Library, Oxford, OX1
72. Lincoln College, Buttery, Front Quadrangle, Oxford, OX1
73. Lincoln College, East Range and Chapel, Chapel Quadrangle, Oxford, OX1
74. Lincoln College, Hall, Front Quadrangle, Oxford, OX1
75. Lincoln College, Kitchen North East of Hall, Front Quadrangle, Oxford, OX1
76. Lincoln College, North, East and West Ranges, Front Quadrangle, Oxford, OX1
77. Lincoln College, Old Rectors Lodging South of the Hall, Front Quadrangle, Oxford, OX1
78. Lincoln College, South Range, Front Quadrangle, Oxford, OX1
79. Lincoln College, West Range, Chapel Quadrangle, Oxford, OX1
80. Magdalen College, Chapel, Great Quadrangle, Oxford, OX1
81. Magdalen College, Cloister, Great Quadrangle, Oxford, OX1
82. Magdalen College, Hall, Great Quadrangle, Oxford, OX1
83. Magdalen College, Kitchen, Great Quadrangle, Oxford, OX1
84. Magdalen College, Range on the High Street, Oxford, OX1
85. Magdalen College, the Founders Tower, Great Quadrangle, Oxford, OX1
86. Magdalen College, the Muniment Tower, Great Quadrangle, Oxford, OX1
87. Magdalen College, the New Buildings, Oxford, OX1
88. Merton College, Chapel, Front Quadrangle, Oxford, OX1
89. Merton College, East Range, Mob Quadrangle, Oxford, OX1
90. Merton College, Fellows Quadrangle, Oxford, OX1
91. Merton College, North Range, Front Quadrangle, Oxford, OX1
92. Merton College, North Range, Mob Quadrangle, Oxford, OX1
93. Merton College, Sacristy (To South East of Chapel), Oxford, OX1
94. Merton College, South and West Ranges, Mob Quadrangle, Oxford, OX1
95. Merton College, South Range Fitzjames Gateway, Front Quadrangle, Oxford, OX1
96. New College Oxford, Cloister (To West of Chapel), Oxford, OX1
97. New College, Bell Tower, Oxford, OX1
98. New College, East Range, Great Quadrangle, Oxford, OX1
99. New College, North Range, Oxford, OX1
100. New College, North Range Hall, Kitchen and Chapel, Great Quadrangle, Oxford, OX1
101. New College, South Range, Oxford, OX1
102. New College, South Range, Great Quadrangle, Oxford, OX1
103. New College, the Longhouse, Oxford, OX1
104. New College, the Wardens Barn, Oxford, OX1
105. New College, West Range, Great Quadrangle, Oxford, OX1
106. Oriel College, East Range oriel College, North Range, Oxford, OX1
107. Oriel College, East Range, Oxford, OX1
108. Oriel College, East Range, Oxford, OX1
109. Oriel College, North Range, Oxford, OX1
110. Oriel College, South Range, Oxford, OX1
111. Oriel College, South Range, Oxford, OX1
112. Oriel College, West Range, Oxford, OX1
113. Oriel College, West Range, Oxford, OX1
114. Oriel College, West Range, Oxford, OX1
115. Osler House, Oxford, OX2
116. Pembroke College, Chapel pembroke College, South Range, Oxford, OX1
117. Pembroke College, East Range, Oxford, OX1
118. Pembroke College, North Range Including Library and North Wing, Oxford, OX1
119. Pembroke College, West Range, Oxford, OX1
120. Radcliffe Camera, Oxford, OX1
121. Screen Wall and Piers at the Old Ashmolean Building Fronting Broad Street, Oxford, OX1
122. St Catherines College, Bicycle Store, Oxford, OX1
123. St Catherines College, Brick Retaining Wall Running North South 2 Metres West of the Music Room, Bet, Oxford, OX1
124. St Catherines College, Masters House and Attached Garden Wall to North (Up to Bridge) and South, Oxford, OX1
125. St Catherines College, Music Room, Oxford, OX1
126. St Catherines College, Podium and All Buildings Upon It, Oxford, OX1
127. St Catherines College, Squash Courts, Oxford, OX1
128. St Edmund Hall, East Range Including Chapel and Library, Oxford, OX1
129. St Edmund Hall, Library, Oxford, OX1
130. St Edmund Hall, North Range, Oxford, OX1
131. St Edmund Hall, West Range, Oxford, OX1
132. St Georges Tower, St Georges Chapel Crypt and D Wing Including the Debtors Tower, Oxford, OX1
133. St Johns College, Canterbury Quadrangle, Oxford, OX1
134. St Johns College, Cooks Building, Oxford, OX1
135. St Johns College, East Range, Oxford, OX1
136. St Johns College, Holmes Building (To South of Old Library), Oxford, OX1
137. St Johns College, North Range Including Chapel and Hall, Oxford, OX1
138. St Johns College, Senior Common Room, Oxford, OX1
139. St Johns College, South Range, Oxford, OX1
140. St Johns College, West Range, Oxford, OX1
141. Taylor Institute the Ashmolean Museum, Oxford, OX1
142. The Chapter House and Dorter Range to South of Cathedral, Oxford, OX1
143. The Garden Wall and the East and West Gateways, Oxford, OX1
144. The Golden Cross Hotel, Oxford, OX1
145. The Library and Herbarium of the Botanic Gardens, Oxford, OX1
146. The Main (Or Danby) Gateway in the Centre with Its Flanking Wall and 2 Doorways, Oxford, OX1
147. The Museum of the History of Science, Oxford, OX1
148. The Nuffield Institute for Medical Research the Radcliffe Observatory, Oxford, OX2
149. The Old Clarendon Building, Oxford, OX1
150. The Old Palace, Bishop Kings Palace, Oxford, OX1
151. The Queens College, East Range, Oxford, OX1
152. The Queens College, East Range, Oxford, OX1
153. The Queens College, North Range, Oxford, OX1
154. The Queens College, North Range (Including Hall and Chapel), Oxford, OX1
155. The Queens College, South Range, Oxford, OX1
156. The Queens College, South Range, Oxford, OX1
157. The Queens College, West Range, Oxford, OX1
158. The Queens College, West Range, Oxford, OX1
159. The Screen Between the Clarendon Building and the Bodleian Library Fronting Catte Street, Oxford, OX1
160. The Sheldonian Theatre, Oxford, OX1
161. The University Museum and Pitt Rivers Museum, Oxford, OX1
162. Trinity College, East Range, Oxford, OX1
163. Trinity College, Kitchen (On North West), Oxford, OX1
164. Trinity College, North Range, Oxford, OX1
165. Trinity College, North Range, Oxford, OX1
166. Trinity College, South Range, Oxford, OX1
167. Trinity College, West Range, Oxford, OX1
168. Trinity College, West Range, Oxford, OX1
169. University College, East Range, Oxford, OX1
170. University College, Gatehouse university College, North Range, Oxford, OX1
171. University College, Radcliffe Quadrangle, Oxford, OX1
172. University College, West Range, Oxford, OX1
173. University College, South Range Including Chapel, Hall and Kitchen, Oxford, OX1
174. Wadham College, Main Quadrangle Including Chapel, Hall, Kitchen, Library and Cloister, Oxford, OX1
175. Wall Between Main Gate and Magdalen College Bursary, Oxford, OX1
176. Wall East of Bastion 12, Oxford, OX1
177. Wall in Brewer Street, Being South Wall of Pembroke College, Oxford, OX1
178. Wall South of Bastion 14, Oxford, OX1
179. Wall to East of Bastion 11, Oxford, OX1
180. Wall to East of Bell Tower, Oxford, OX1
181. Wall to East of Magdalen College Bursary, Oxford, OX1
182. Wall, East of Bastion 13, Oxford, OX1
183. Wall, East of Bastion 20, Oxford, OX1
184. Wall, East of Bastion 21, Oxford, OX1
185. Wall, East of Bastion I, Oxford, OX1
186. Wall, Short Length South of Bastion 16, Oxford, OX1
187. Wall, South of Bastion 15, Oxford, OX1
188. Wall, South of Summerhouse, Up to South East Angle, Oxford, OX1
189. Wall, South Side of St Helens Passage, Oxford, OX1
190. Wall, Stretching About 30 Yards West from Littlegate Street, Oxford, OX1
191. Wall, West of Bastion 20, Oxford, OX1
192. Wall, West of Bastion I, Oxford, OX1
193. Walling, Railings at Sheldonian Theatre and Ornamental Piers Fronting Broad Street, Oxford, OX1
194. Well House Oxford Castle, Oxford, OX1
195. Worcester College, Entrance Screen and Gates on Beaumont Street, Oxford, OX1
196. Worcester College, Gateway on Walton Street to the North of the North Range, Oxford, OX1
197. Worcester College, Main Block, Oxford, OX1
198. Worcester College, North Range, Oxford, OX1
199. Worcester College, South Range with Pump Quadrangle and Old Kitchen, Oxford, OX1

## South Oxfordshire
1. Abbey Church of St Peter and St Paul, Dorchester, South Oxfordshire, OX10
2. Alnutts Hospital and Attached Forecourt Walls and Gate, Goring Heath, South Oxfordshire, RG8
3. Beckley Park, Beckley and Stowood, South Oxfordshire, OX3
4. Carfax Conduit, Nuneham Courtenay, South Oxfordshire, OX44
5. Chantry House, Henley-on-Thames, South Oxfordshire, RG9
6. Chapel Approximately 10 Metres South of the Prebendal, Thame, South Oxfordshire, OX9
7. Church Farm, Barn Approximately 30 Metres East South East of Farmhouse (Not Included), Lewknor, South Oxfordshire, OX49
8. Church of All Saints, Cuddesdon and Denton, South Oxfordshire, OX44
9. Church of All Saints, North Moreton, South Oxfordshire, OX11
10. Church of St Andrew, Chinnor, South Oxfordshire, OX39
11. Church of St Andrew, Wheatfield, South Oxfordshire, OX9
12. Church of St Andrew, East Hagbourne, South Oxfordshire, OX11
13. Church of St Bartholomew, Brightwell Baldwin, South Oxfordshire, OX49
14. Church of St Bartholomew, Holton, South Oxfordshire, OX33
15. Church of St Giles, Newington, South Oxfordshire, OX10
16. Church of St John the Baptist, Stanton St. John, South Oxfordshire, OX33
17. Church of St Margaret, Lewknor, South Oxfordshire, OX49
18. Church of St Margaret and Bardolf Aisle, Mapledurham, South Oxfordshire, RG8
19. Church of St Mary, Chalgrove, South Oxfordshire, OX44
20. Church of St Mary, Crowmarsh, South Oxfordshire, OX10
21. Church of St Mary, Ewelme, South Oxfordshire, OX10
22. Church of St Mary, Thame, South Oxfordshire, OX9
23. Church of St Mary, Waterperry with Thomley, South Oxfordshire, OX33
24. Church of St Mary, Great Milton, South Oxfordshire, OX44
25. Church of St Mary, Long Wittenham, South Oxfordshire, OX14
26. Church of St Mary Magdalene, Crowmarsh, South Oxfordshire, OX10
27. Church of St Mary, Churchyard Cross Approximately 10 Metres to South, Waterperry with Thomley, South Oxfordshire, OX33
28. Church of St Peter, Great Haseley, South Oxfordshire, OX44
29. Church of St Peter and St Paul, Checkendon, South Oxfordshire, RG8
30. Church of St Thomas of Canterbury, Goring-on-Thames, South Oxfordshire, RG8
31. Church of St. Mary, Cholsey, South Oxfordshire, OX10
32. Church of the Assumption of the Blessed Virgin Mary, Beckley and Stowood, South Oxfordshire, OX3
33. Church of the Holy Rood, Woodeaton, South Oxfordshire, OX3
34. Churchyard Cross Approximately 6 Metres South of Dorchester Abbey, Dorchester, South Oxfordshire, OX10
35. Cross, Woodeaton, South Oxfordshire, OX3
36. Ewelme Church of England Primary School, Ewelme, South Oxfordshire, OX10
37. Fragment of Castle Wall at Su 6096 8978, Wallingford, South Oxfordshire, OX10
38. Gods Place, and Lobby to Church of St Mary, Ewelme, South Oxfordshire, OX10
39. Greys Court, Rotherfield Greys, South Oxfordshire, RG9
40. Greys Court, Dower House, Rotherfield Greys, South Oxfordshire, RG9
41. Greys Court, Great Tower, Attached Ruined Tower and Walls Approximately 60 Metres East, Rotherfield Greys, South Oxfordshire, RG9
42. Greys Court, the Keep, Rotherfield Greys, South Oxfordshire, RG9
43. Greys Court, Well House, Rotherfield Greys, South Oxfordshire, RG9
44. Hardwick House, Whitchurch-on-Thames, South Oxfordshire, RG8
45. Hardwick House Dower House Approximately 5 Metres West, Whitchurch-on-Thames, South Oxfordshire, RG8
46. Haseley Court, Great Haseley, South Oxfordshire, OX44
47. Henley Bridge, Henley-on-Thames, South Oxfordshire, RG9
48. Mapledurham House, Mapledurham, South Oxfordshire, RG4
49. Remains of Queen’s Tower at Su 6102 8971, Wallingford, South Oxfordshire, OX10
50. Remains of St Nicholas’s College, Wallingford, South Oxfordshire, OX10
51. Rycote Chapel, Great Haseley, South Oxfordshire, OX9
52. School House and Archway, Ewelme, South Oxfordshire, OX10
53. Shirburn Castle, Shirburn, South Oxfordshire, OX49
54. Shotover Park, Forest Hill with Shotover, South Oxfordshire, OX33
55. Small’s House Brightwell-cum-Sotwell, South Oxfordshire, OX10
56. Stonor House and Attached Walls and Buildings, Pishill with Stonor, South Oxfordshire, RG9
57. Thame Park House, Thame, South Oxfordshire, OX9
58. The Manor, Chalgrove, South Oxfordshire, OX44
59. The Old Brewhouse with Entrance Screen woodperry House, Stanton St. John, South Oxfordshire, OX33
60. Tithe Barn at Church Farm and Attached Wall at the Stables, Great Haseley, South Oxfordshire, OX44
61. Town Hall, Wallingford, South Oxfordshire, OX10

## Vale of White Horse
1. Abbey Gate, Abingdon on Thames, Vale of White Horse, OX14
2. Ashdown House, Ashbury, Vale of White Horse, RG17
3. Ashdown House, Pavilion and Attached Wall Approximately 20 Metres South East, Ashbury, Vale of White Horse, RG17
4. Ashdown House, Pavilion Approximately 20 Metres North East, Ashbury, Vale of White Horse, RG17
5. Brick Alley Almshouses, Abingdon on Thames, Vale of White Horse, OX14
6. Charney Manor the Manor House, Charney Bassett, Vale of White Horse, OX12
7. China House to West of Beckett Hall, Shrivenham, Vale of White Horse, SN6
8. Church of All Saints, Great Faringdon, Vale of White Horse, SN7
9. Church of All Saints, Sutton Courtenay, Vale of White Horse, OX14
10. Church of St Andrew, Shrivenham, Vale of White Horse, SN6
11. Church of St Denys, Stanford in the Vale, Vale of White Horse, SN7
12. Church of St Faith, Shellingford, Vale of White Horse, SN7
13. Church of St Helen, Abingdon on Thames, Vale of White Horse, OX14
14. Church of St Mary, Ashbury, Vale of White Horse, SN6
15. Church of St Mary, Buckland, Vale of White Horse, SN7
16. Church of St Mary, Childrey, Vale of White Horse, OX12
17. Church of St Mary, Uffington, Vale of White Horse, SN7
18. Church of St Mary, Longworth, Vale of White Horse, OX13
19. Church of St Matthew, Harwell, Vale of White Horse, OX11
20. Church of St Michael, Blewbury, Vale of White Horse, OX11
21. Church of St Michael, Cumnor, Vale of White Horse, OX2
22. Church of St Michael and All Angels, Steventon, Vale of White Horse, OX13
23. Church of St Nicholas, Abingdon on Thames, Vale of White Horse, OX14
24. Church of St Nicholas, Baulking, Vale of White Horse, SN7
25. Church of St Peter and St Paul, Wantage, Vale of White Horse, OX12
26. Church of St Peter, Charney Bassett, Vale of White Horse, OX12
27. Church of the Holy Rood, Sparsholt, Vale of White Horse, OX12
28. Church of the Holy Trinity, West Hendred, Vale of White Horse, OX12
29. Coleshill Park, Great Piers, Including Cast Iron Gates*, Coleshill, Vale of White Horse, SN6
30. Compton Beauchamp House and Walling and Attached Bridge to North, Compton Beauchamp, Vale of White Horse, SN6
31. County Hall and Market House, Abingdon on Thames, Vale of White Horse, OX14
32. Faringdon House, Great Faringdon, Vale of White Horse, SN7
33. Jesus Chapel and Attached House, East Hendred, Vale of White Horse, OX12
34. Long Alley Almshouses, Abingdon on Thames, Vale of White Horse, OX14
35. Milton Manor Cottage and Milton Manor House, Milton, Vale of White Horse, OX14
36. The Abbey, Sutton Courtenay, Vale of White Horse, OX14
37. The Checker unicorn Theatre, Abingdon on Thames, Vale of White Horse, OX14
38. The Church of St Mary, Buscot, Vale of White Horse, SN7
39. The Great Barn, Great Coxwell, Vale of White Horse, SN7
40. The Long Gallery, Abingdon on Thames, Vale of White Horse, OX14
41. The Norman Hall, Sutton Courtenay, Vale of White Horse, OX14
42. Unicorn Theatre, Abingdon on Thames, Vale of White Horse, OX14
43. Wytham Abbey and Attached Wall, Wytham, Vale of White Horse, OX2

## West Oxfordshire
1. Blenheim Palace, Blenheim, West Oxfordshire, OX20
2. Chastleton House, Chastleton, West Oxfordshire, GL56
3. Church of Saint Kenelm, Minster Lovell, West Oxfordshire, OX29
4. Church of St Andrew, Rollright, West Oxfordshire, OX7
5. Church of St Bartholomew, Ducklington, West Oxfordshire, OX29
6. Church of St Denys, Northmoor, West Oxfordshire, OX29
7. Church of St James, South Leigh, West Oxfordshire, OX29
8. Church of St John the Baptist, Burford, West Oxfordshire, OX18
9. Church of St Laurence, Combe, West Oxfordshire, OX29
10. Church of St Mary, Bampton, West Oxfordshire, OX18
11. Church of St Mary, Charlbury, West Oxfordshire, OX7
12. Church of St Mary, Chipping Norton, West Oxfordshire, OX7
13. Church of St Mary, North Leigh, West Oxfordshire, OX29
14. Church of St Mary, Shipton-under-Wychwood, West Oxfordshire, OX7
15. Church of St Mary, Westwell, West Oxfordshire, OX18
16. Church of St Mary, Witney, West Oxfordshire, OX28
17. Church of St Mary the Virgin, Black Bourton, West Oxfordshire, OX18
18. Church of St Mary the Virgin, Witney, West Oxfordshire, OX28
19. Church of St Matthew, Langford, West Oxfordshire, GL7
20. Church of St Michael, Stanton Harcourt, West Oxfordshire, OX29
21. Church of St Michael and All Angels, Great Tew, West Oxfordshire, OX7
22. Church of St Nicholas, Idbury, West Oxfordshire, OX7
23. Church of St Peter, Cassington, West Oxfordshire, OX29
24. Church of St Peter and St Paul, Hanborough, West Oxfordshire, OX29
25. Church of St Peter and St Paul, Broadwell, West Oxfordshire, GL7
26. Cornbury House, Cornbury and Wychwood, West Oxfordshire, OX7
27. Ditchley House Including Flanking Pavilions, Spelsbury, West Oxfordshire, OX7
28. Manor Farmhouse Approximately 70 Metres South of Harcourt House, Stanton Harcourt, West Oxfordshire, OX29
29. Kelmscott Manor, Kelmscott, West Oxfordshire, GL7
30. Minster Lovell Manor Ruins, Minster Lovell, West Oxfordshire, OX29
31. New Bridge, Blenheim, West Oxfordshire, OX20
32. New Bridge and Flanking Walls (That Part in Northmoor Civil Parish), Northmoor, West Oxfordshire, OX29
33. Old Radcot Bridge (That Part in Grafton and Radcot Parish), Grafton and Radcot, West Oxfordshire, SN7
34. Pope’s Tower Approximately 35 Metres South East of Harcourt House, Stanton Harcourt, West Oxfordshire, OX29
35. Radcot Bridge (That Part in Town of Great Faringdon), Grafton and Radcot, West Oxfordshire, SN7
36. Rousham House, Rousham, West Oxfordshire, OX25
37. The Great Kitchen Approximately 40 Metres South of Harcourt House, Stanton Harcourt, West Oxfordshire, OX29
38. The Priory, Burford, West Oxfordshire, OX18
39. Water Terrace Gardens, Bernin I Fountain on West TerraceBlenheim, West Oxfordshire, OX20
40. Woodstock Gate, Blenheim, West Oxfordshire, OX20